# یواس‌اس هاریکان (پی‌سی-۳)
یواس‌اس هاریکان (پی‌سی-۳) (به انگلیسی: USS Hurricane (PC-3)) یک کشتی است که طول آن ۱۷۴ فوت (۵۳ متر) می‌باشد. این کشتی در سال ۱۹۹۲ ساخته شد.